# Galante Poesie
Unter dem Dachbegriff galante Poesie wird in der modernen Literaturwissenschaft in erster Linie ein Teil der deutschsprachigen Gedichtproduktion des späten 17. und frühen 18. Jahrhunderts zusammengefasst, der sich vor allem durch eine besondere Freizügigkeit und erotische Doppeldeutigkeiten auszeichnet. Seltener werden auch Nachahmungsdichtungen des 19. und 20. Jahrhunderts unter den Begriff gebracht. Die heutige Etikettierung geht (anders etwa als das Sprechen von „Barocklyrik“) durchaus auf Urteilsstrukturen des 17. und 18. Jahrhunderts zurück. Die Kriterien haben sich dabei jedoch zum Teil erheblich verschoben. Der Blick auf erotische Inhalte wurde in der Literaturwissenschaft verstärkt. Eine galante Epoche passte im deutschsprachigen Raum in ein Epochenkonzept, das für das 17. Jahrhundert ein Barock mit festen Regeln, deutlicher Rhetorik und hohem stilistischen Anspruch gegenüber der Aufklärung als einer Zeit neuer, jetzt bürgerlicher Moral und rationaler Vorstellungen etablierte.
Die Bewertung von Gedichten als „galant“ war im 17. und 18. Jahrhundert kein rein deutsches Phänomen. Auch hier schuf der Versuch, eine deutsche Epoche zu bilden, eine eigene Wahrnehmung der galanten Poesie als primär deutscher Produktion. Vergleichbare Lyrik wird im Englischen traditionell der Stuart-Restauration unter Karl II. zugeschrieben und damit deutlicher politisch verortet.

## Urteilsstrukturen des 17. und 18. Jahrhunderts
Beurteilungen von Gedichten als „galant“ basieren im 17. und 18. Jahrhundert auf ähnlichen Grundlagen wie gleichlautende Beurteilungen von Romanen und Musik (siehe die Stichworte Galanter Roman und Galante Musik): Inhalte, Conduite der Interaktion, Stil sind hier entscheidend.
Galant ist mit den 1640ern von Frankreich ausgehend weitgehend alle Poesie, die sich in Liebesbeziehungen einsetzen lässt. Ein spielerischer, doppeldeutiger Charakter wird hier modern, die Anzüglichkeit, mit der ein Gedicht mit amouröser Implikation gelesen werden kann, aber nicht muss.
Die Gestaltung galanter Poesie gewinnt dabei mit den Gattungen neue Formen, die im 17. Jahrhundert stilbestimmend werden. Die Tragödie verliert nach 1600 gegenüber der Oper an Rang. Mit ihr der Oper verringert sich die Bedeutung heroischer Rhetorik. In der Oper wird Cantabilität wichtig, der Fluss der Lyrik, Klang, der Verzicht auf zu großes, sich nur in der Deklamation entfaltendes Pathos.
Opernarien verbreiten sich als Liebeslieder. Die einfachen Formen von Liebesliedern gewinnen im Gegenzug in den Opern an Bedeutung. Galante Arien zeichnen sich durch Einfachheit im Stil gegenüber komplexen polyphonen Kompositionen des Spätmittelalters und der Renaissance aus. Romane des 17. Jahrhunderts öffnen sich der Oper und dem Liebeslied: Die Texte von Opern und Liebesliedern werden in Romanen wiedergegeben. Notenbeigaben entfallen hier. Man geht davon aus, dass die Kompositionen rasch und nach aktueller Mode dem Text hinzugesetzt werden.

Titelblatt und Frontispiz der Neukirch'schen Sammlung, 1. Teil 1697

Zu einer Blüte galanter Posie kommt es in der zweiten Hälfte des 17. Jahrhunderts dadurch, dass die aktuelle galante Conduite eine passende Textproduktion einfordert. Gezielt zweideutige Texte mit erotischen Subtexten werden hier in der zweiten Hälfte des 17. Jahrhunderts eine europäische Mode. Hofzirkel grenzen sich dabei von bürgerlicher Moral ab. Bürgerliche Verfasser adoptieren wiederum die freizügigen Gedichte als Zeichen einer attraktiven modernen Freiheit. In den 1670ern und 1680ern bietet hier der Englische Hof einen eigenen Entfaltungsraum nach der Diktatur der Bürgerkriegszeit, in der Opernaufführungen wie alle öffentlichen Theateraufführungen verboten waren. Französische Mode wird hier zum Zeichen der neuen Freiheit, die der aus Frankreich heimgekehrte Hof zurückbringt. In Deutschland adoptieren Studenten und führende Intellektuelle wie Christian Thomasius die galante Lyrik Frankreichs als Zeichen ihrer eigenen Fähigkeit, Moden im Bruch mit Traditionen vor allem gegenüber der alten „pedantischen“ deutschtümelnden Gelehrsamkeit festzulegen.
Die galante Poesie wird hierbei zunehmend gegenüber der rhetorisch fixierten gelehrten in Anschlag gebracht, deren Hauptgattungen nach aristotelischer Poetik die Tragödie und das heroische Epos sein müssten.
In den 1690ern gewinnt die galante Poesie im Deutschen mit der Entdeckung Christian Hofmann von Hofmannswaldaus ihr stilistisches Vorbild. Seine bislang weitgehend unpublizierten erotischen Gedichte bestimmen die Sammlungen galanter Posie, die jetzt erscheinen. In ihnen gewinnt gleichzeitig die gesamte Produktion an Gelegenheitsdichtung Stellenwert gegenüber den hohen Gattungen der Tragödie und des Epos. Unter den Sammlungen galanter Gedichte wurde Benjamin Neukirchs in mehreren Folgen aufgelegte Anthologie berühmt, die Hochzeitsgedichte, Trauergedichte, Glückwunschgedichte sortierte. Gedichte wurden hier nach den Anlässen der kommerziellen Produktion gesammelt. Die Gedichte Hofmannswaldaus werden Hauptwerbefaktor der Neukirchschen Sammlung und stilprägend für die Autoren des frühen 18. Jahrhunderts.
Christian Friedrich Hunold wurde hier Vorbild dank seiner Bereitschaft, Skandale zu riskieren. Johann Christian Günther führte eine Auseinandersetzung mit dem persönlichen Erleben in die galante Poesie ein, gewann mit dieser Note jedoch erst im 19. Jahrhundert große Beachtung. Die Gedichte von Friedrich Rudolf Ludwig von Canitz wurden 1700 und 1719 postum veröffentlicht und standen für eine strengere am französischen Stil orientierte Mode, Johann von Besser folgte hier als Hofpoet in preußischen Diensten mit einer eigenen zweigleisigen, mal mehr galanten, mal mehr zur Repräsentation taugenden Poesie.

### Galanter Stil
Für den galanten Stil galten ähnliche Zielsetzungen wie für die galante Conduite. Leichtigkeit war hier anzustreben, der Eindruck der Mühelosigkeit, mit der etwas gelingt, was tatsächlich nur mit viel Übung und gut angeeigneter Praxis derart mühelos zu inszenieren ist. In der Praxis wurde hier besonders eine Konstruktionsregel wichtig: die Beschränkung auf Grammatik, wie sie in der Prosa und der gesprochenen Sprache erlaubt ist. Sie holt deren Natürlichkeit und Ungezwungenheit in den tatsächlich nur unter Komposition gelingenden Vers. Erdmann Neumeister notierte die Regel im Rückbezug auf Christian Weise in der von Christian Friedrich Hunold herausgegebenen Allerneuesten Art, zur Reinen und galanten Poesie zu gelangen (1707):

     I. Nichts kan einen Vers recommandiren, als wenn er rein und ungezwungen fliest

     II. Diesen Vortheil zu gewinnen, muß man sich in acht nehmen, daß man nicht wider die Construction schlegelt.

     III. Und davon heisset nun die General-Lex: Keine Construction gehet in Versen an, die in prosa nicht angehet. Oder: Wie die Construction in einer gemeinen Rede und in der Oratorie ist, so muß sie auch in einer gebundenen Rede seyn.

     IV. Diese unvergleichliche Regel haben wir Herrn Weisen zu dancken, welcher sie nicht allein demonstriret, sondern auch extraordinair glücklich practiciret.

     V. Und dieses wie das vornehmste Hauptstück der reinen ungezwungenen Teutschen Poesie ist, so ist es auch versichert das scherste.

### „Galante Poesie“ als Sammelbegriff für die Kleingattungen
Speziell im Deutschen ließ sich mit Beginn des 18. Jahrhunderts der komplette heute als Lyrik erfasste Bereich zur Gattung galanter Poesie zusammenfassen. Gottlieb Stolle benennt diese Gliederung in seiner Kurtzen Anleitung zur Historie der Gelahrheit 1718 als deutsche Option gegenüber der internationaleren, die Sujets nach sozialen Orten unterscheidet. Die galante Poesie ist hier der gesamte Rest der Poesie unterhalb der hohen Gattungen der Tragödie und des Epos:

     XIV. Man kan mit einigen die gebundne Poesie in die hohe und galante eintheilen, deren jene die erzehlende oder heroische, und diese die vorstellende Poesie oder die Schauspiele; die galante aber alle übrigen Arten in sich schlüsset. [...]

     XXI. Daß die Poesie bey uns Teutschen in die hohe und galante eingetheilt werde, ist bereits angemerckt worden. Ich will aber noch beyfügen, daß sie Thomas Hobbes nach denen drey Oertern des menschlichen Geschlechts, dem Hofe, der Stadt und dem Lande in drey Theile unterschieden, da dann die heroische Poesie mit dem Hofe, die Scommatische (oder Satyrische) mit der Stadt, und die Pastoralische mit dem Lande zu thun haben soll.

Die Einstufung aller Kleingattungen als „galant“ korrespondiert mit dem zeitgenössischen Sprechen von Galanterien in der Musik. Galant ist hier der Verzicht auf die fixierte Form, die große Bedeutung, das Gewicht dem der Stil Rechnung tragen muss. Gerade die Kleingattungen des Lieds und des kurzen satirischen Gedichts erlaubten hier Brüche mit den größeren Ansprüchen an Traditionen und formale Kunstbeherrschung.

## Kritik an der galanten Poesie
Kritik zog die galante Poesie zum einen in ihrer Fixierung auf Liebe als Thema auf sich, zum anderen im Plädoyer für formale Freiheiten – hier stand ab den 1730ern die Oper unter Beschuss. Kritiker wie Johann Christoph Gottsched forderten in den 1730ern die Rückkehr zur aristotelischen Poetik und die Aufwertung antiker Formen der Tragödie und des Epos.
Die Vertreter reformierter Dramen des mittleren 18. Jahrhunderts kehrten nicht wieder zur galanten Poesie zurück. Sie widmeten sich der Befreiung von den Fesseln, die Gottsched der Dichtung mit der Verpflichtung auf Aristoteles auferlegte, und drangen auf neue Stoffe, neue Moral, neue Rationalität und neue Natürlichkeit. Die galante Posie wurde zum Inbegriff einer dekadenten Kultur, die insbesondere im Adel noch fortdauerte, so die bürgerliche Kritik. Eine Fokussierung auf erotische Freizügigkeit fand im Rahmen dieser Kritik statt, sie schuf das klarere Feindbild, das im Lauf des 19. Jahrhunderts unter Künstlern des Ästhetizismus, des Jugendstils und des Naturalismus dann wieder aufgewertet wurde.